# Хунико
Хорхе Ариас (роден 5 август 1977) е мексиканско-американски професионален кечист, подписал с WWE, където играе ролята на Син Кара, което значи „безлики“ или „без лице“ на испански. В отбор с Калисто като част от Луча Драконите. Преди това използва псевдонима Хунико в WWE.
Преди да подпише с WWE, Ариас се бие под името Инкогнито и работи за кеч компании като Asistencia Asesoría y Administración (AAA) в Мексико и Chikara в Съединените щати. Той е вторият кечист, използващ името Син Кара в WWE, като първият е мексиканецът Мистико (Луис Уриве).

## Шампионски титли и отличия
- Chikara
  - Крале на Трио (2008) – с Ел Пантера и Линсе Дорадо[3][10]
  - Rey de Voladores (2008)[3][11]
- Florida Championship Wrestling
  - Отборен шампион на Флорида на FCW (2 пъти) – с Епико[12][13]
- Pro Wrestling Illustrated
  - PWI го класира на 93-о място от топ 500 индивидуални кечисти на PWI 500 за 2012[14]
- Nevermore Championship Wrestling
  - Световен шампион в тежка категория на NCW (1 път)
  - Шампион в полутежка категория на NCW (4 пъти)
  - Шампион в средна категория на NCW (2 пъти)
- World Wrestling Association
  - Шампион в средна категория на WWA (2 пъти)[15]
- WWE NXT
  - Отборен шампион на NXT (1 път) – с Калисто
  - Турнир за главен претендент за отборните титли на NXT (2014) – с Калисто[16]
- WWE
  - „Слами“ за двойна визия на годината (2011) – със Син Кара Азул[17]